# Шутко, Кирилл Иванович
Кири́лл Ива́нович Шутко (1884, Копанская, Ейский отдел, Кубанская область — 1941) — русский революционер, партийный и государственный деятель. Друг Казимира Малевича.

## Биография
Родился в 1884 году в станице Копанской Ейского отдела Кубанской области в семье мелкого торговца. Вырос в Ейске, где в 1901 году окончил реальное училище.
Уже на первом курсе Московского высшего технического училища стал принимать участие в революционном студенческом движении. Когда в 1902 году он вступил в ряды РСДРП, времени на учёбу у него стало очень мало. Имел партийную кличку «Михаил».
С 1904 по 1910 год по поручению Московского комитета и бюро РСДРП Центрально-Промышленной области был занят пропагандистской работой. За эти годы его трижды арестовывали.
В 1907 году Кирилл Шутко и Казимир Малевич ставили в Ейском драматическом театре «Ревизора» Гоголя — Малевич придумал декорации и костюмы, а Шутко выступил режиссёром и сыграл Хлестакова.
В 1910 году областное бюро РСДРП направило «Михаила» в Париж, чтобы установить связь с Центральным Комитетом РСДРП(б). Выполнив это поручение, К. И. Шутко вернулся в Россию и сразу был арестован. В административном порядке его выслали в Вологодскую губернию. Но и здесь «Михаил» продолжил свою деятельность. За это он был арестован в пятый раз и высылан ещё дальше на север — в Усть-Кулом.
После этой ссылки Шутко в 1914 году приехал в Петроград. Здесь он — пропагандист и член Петербургского комитета РСДРП(б). После провалов в Петроградской организации он опять перебрался в Москву и работал в Московской организации. В октябре 1915 года последовал очередной арест и высылка на три года в Иркутскую губернию. Через несколько месяцев К. И. Шутко бежал из ссылки и вернулся на нелегальную работу в Петроград.
После Февральской революции К. И. Шутко вошёл в первый легальный Петроградский комитет партии и в Русское бюро ЦК РСДРП. В мае 1917 года на общем районном партийном собрании Кирилла Ивановича Шутко избирали членом Выборгского райкома партии. Большевики Выборгского района послали К. И. Шутко своим делегатом на I и II Петроградские общегородские партийные конференции. Он стал членом Выборгской районной думы. С большевистским наказом от районной думы был делегирован для участия в Демократическом совещании.
В дни Октябрьской революции Кирилл Иванович Шутко находился в Смольном. Ему было поручено обеспечить бесперебойную связь районного ревкома с Петроградским Военно-революционным комитетом. Одновременно он выполнял отдельные поручения как агитатор ВРК.
После победы революции К. И. Шутко работал ответственным сотрудником Народного комиссариата труда.
Во время гражданской войны он находился на военно-политической и подпольной работе в Белоруссии, на Украине. Член Высшего военного совета Советской республики (1918). Делегат (с совещательным голосом) VIII съезда РКП(б). В 1920 году — заместитель члена Реввоенсовета, начальник политотдела Западного фронта.
После гражданской войны находился на хозяйственной, советской и дипломатической работе. В 1921—1922 годах работал в торговом представительстве РСФСР в Чехословакии. В 1922—1923 годах — член правления Боровичского огнеупорного комбината. В 1923—1925 годах — ответственный секретарь, председатель Художественного совета Госкино. С мая 1925 года — заместитель председателя Художественного совета по делам кино при Главполитпросвете Наркомпроса РСФСР. Получил прозвище «Комиссар по делам кино». Был назначен консультантом кинофильма «Стачка», поддерживал С. М. Эйзенштейна в начальный период его деятельности в кино. Кинорежиссёр Г. В. Александров в своей книге «Эпоха кино» вспоминал:

Мы, если можно так выразиться, дружили домами. Шутко частенько заглядывал в комнату-библиотеку Эйзенштейна на Чистых прудах, а мы бывали у него в одноэтажном особнячке на Страстном бульваре и на даче. Шутко нас образовывал, подковывал идейно. Кирилл Иванович, большевик-подпольщик, прекрасно образованный, как магнит, тянул нас к себе. Он обладал фундаментальными познаниями в области философии, истории, свободно говорил на европейских языках. И даже Эйзенштейн признавал его превосходство. Они говорили на равных.

С ноября 1925 по май 1926 года — председатель правления издательства «Кинопечать». Ответственный редактор газеты «Кино» (1925), «Кино-газеты» (совм. с В. А. Ерофеевым, 1925), журнала «Советский экран» (1925). Был директором киностудии «Культурфильм».
Занимая видный пост, в 1927 году Кирилл Иванович Шутко приложил свои усилия для освобождения из заключения арестованного Казимира Малевича.
В 1928—1932 годах — референт по кино отдела агитации, пропаганды и печати ЦК ВКП(б). Член редколлегии журнала «Кино и культура». В 1932—1938 годах руководил отделом культуры и искусств Госплана СССР, член бюро правления Всесоюзного общества культурных связей с заграницей (ВОКС) (1935).
Был арестован в Москве органами НКВД 23 октября 1938 года. По обвинению в контрреволюционной деятельности приговорён к 8 годам тюрьмы. В 1941 году предположительно был расстрелян вместе с другими политическими заключенными, точные обстоятельства смерти неизвестны.
Жена — Агаджанова-Шутко, Нина Фердинандовна.

## Переводы
- Баллаш Б. Видимый человек. Очерки драматургии фильма / пер. с нем. К. И. Шутко. — М.: Всероссийский пролеткульт, 1925. — 88 с.

## Галерея
- Шутко К. И., член Петербургского комитета РСДРП в годы Первой мировой войны Архивная копия от 22 июня 2019 на Wayback Machine / Госкаталог. РФ
- Эйзенштейн С. М., Александров Г. В., Шутко К. И. и др. на съёмках фильма «Генеральная линия» Архивная копия от 22 июня 2019 на Wayback Machine / Госкаталог. РФ